# The Farmer's Daughter (film 1910 Fitzhamon)
The Farmer's Daughter è un cortometraggio muto del 1910 diretto da Lewin Fitzhamon.

## Trama
Una ragazza di campagna, figlia di un contadino, scappa in città per seguire un uomo di cui si è innamorata, ma viene ben presto abbandonata. Tornerà a casa.

## Produzione
Il film fu prodotto dalla Hepworth.

## Distribuzione
Distribuito dalla Hepworth, il film - un cortometraggio di 144,78 metri - uscì nelle sale cinematografiche britanniche nel giugno 1910.
Si conoscono pochi dati del film che, prodotto dalla Hepworth, fu distrutto nel 1924 dallo stesso produttore, Cecil M. Hepworth. Fallito, in gravissime difficoltà finanziarie, il produttore pensò in questo modo di poter almeno recuperare il nitrato d'argento della pellicola.